# Murales (Arti e Mestieri)
Murales è un album degli Arti e Mestieri, pubblicato dalla Electromantic Music nel 2000 (alcune fonti, anche numerose indicano il 2001 come data di pubblicazione, altre più sicure come quella ufficiale del gruppo riportano il 2000). 

## Tracce
LP pubblicato nel 2001 dalla Electromantic Music (ART LP2001)
Lato A
1. Arc en ciel – 3:52 (Gigi Venegoni)
2. 2000 – 7:36 (Beppe Crovella)
3. Astrotango – 4:18 (Gigi Venegoni)
4. No Fly Zone – 4:40 (Gigi Venegoni)
5. Ali – 2:01 (Marco Gallesi, Paolo Ricca)

Lato B
1. Alba Mediterranea – 6:32 (Beppe Crovella)
2. Medley (a) Gigi Venegoni b) Gigi Venegoni, Marco Cimino c) Gigi Venegoni, Marco Cimino, Marino Paire)
3. Terra incognita – 5:48 (Marco Cimino)
4. Strade – 4:43 (Beppe Crovella)

CD pubblicato nel 2001 dalla Electromantic Music (ART 401)
1. Arc en ciel – 3:52 (Gigi Venegoni)
2. 2000 – 7:36 (Beppe Crovella)
3. Astrotango – 4:18 (Gigi Venegoni)
4. No Fly Zone – 4:40 (Gigi Venegoni)
5. Nove lune prima/Zoetrope/Bonaventura Moon – 5:40 (Gigi Venegoni/Gigi Venegoni, Marco Cimino/ Gigi Venegoni, Marco Cimino, Marino Paire)
6. Alba mediterranea – 6:32 (Beppe Crovella)
7. Ambaradan – 3:14 (Gigi Venegoni)
8. Terra incognita – 5:48 (Marco Cimino)
9. Ali – 2:01 (Marco Gallesi)
10. Quarto di luna – 4:23 (Marco Gallesi)
11. Sun – 5:18 (Beppe Crovella, Furio Chirico)
12. Strade – 4:43 (Beppe Crovella)
13. Gravità 9,81 – 4:12 (Gigi Venegoni)

## Formazione
- Gigi Venegoni - chitarra elettrica, chitarra acustica
- Marco Cimino - tastiere
- Beppe Crovella - pianoforte, tastiere, organo hammond, fisarmonica
- Marco Gallesi - basso
- Furio Chirico - batteria, percussioni

Musicista aggiunto
- Corrado Trabuio - violino[6][7]